# Хороводников, Евгений Борисович
Евгений Борисович Хороводников (род. 1936) — советский хоккеист, защитник.
Всю карьеру в командах мастеров провёл в команде города Электростали (1954/55 — 1961/62, 1963/64). Восемь сезонов отыграл в чемпионате СССР. В первенстве РСФСР выступал за «Спартак» Ногинск (1954/55) и «Труд» Павловский Посад (1962/63).